# Briceño (Antioquia)

Bandeira de Briceño.

Localização de Briceño, no departamento de Antioquia.

Briceño é uma cidade e município da Colômbia, no departamento de Antioquia. Sua economia se baseia no cultivo da coca, na criação de gado, na agricultura, na mineração e na extração de madeira.